# 얼 워런
얼 워런(Earl Warren, 1891년 3월 19일 ~ 1974년 7월 9일)은 미국의 법조인·정치인이다. 그는 일반적으로 미국 역사상 가장 영향력있는 대법원 판사 및 정치 지도자 중 한 명으로 간주된다.
캘리포니아주 의회 법사위원회 직원, 오클랜드 시 지방 검사 등을 거쳐 공화당 소속으로 1939년 ~ 1943년 캘리포니아주 법무장관을 지냈다. 1942년 캘리포니아 주지사 선거에 출마하여 당선되었다. 1948년 대통령 선거에서 공화당 부통령 후보로 출마했으나, 낙선했다. 주지사 선거에는 1946년, 1950년 연달아 당선, 계속 주지사로 재직했으며, 10년간 주지사 자리에 있으면서 역대 캘리포니아 주지사 중 가장 오랫동안 재직한 기록을 남겼다. (2위는 로널드 레이건)
드와이트 D. 아이젠하워 대통령은 그를 제14대 연방 대법원장으로 지명, 1953년 10월 주지사 직에서 물러나고 연방 대법원장으로 취임하였다. 대법원장으로 재직하면서 브라운 대 교육위원회 사건에서 공립학교에서의 인종 분리는 위헌이라는 판결을 내어, 종전의 플레시 대 퍼거슨 사건을 폐기시켜 인종 차별 문제의 개선을 유도하게 했으며, 미란다 원칙으로 유명한 판결을 남겼다. 한편 케네디 대통령 암살 사건이 일어난 후, 이 문제를 조사하기 위한 조사위원회가 구성되어 그는 그 위원장으로 임명되었고, 위원회는 "워런 위원회"로 불렸다. 1969년 고령(만78세)으로 대법원장직을 사임했다.
인종차별문제와 범죄혐의자의 인권개선에 새로운 계기를 마련한 대법원장으로 많은 존경을 받고 있다.

## 어린 시절

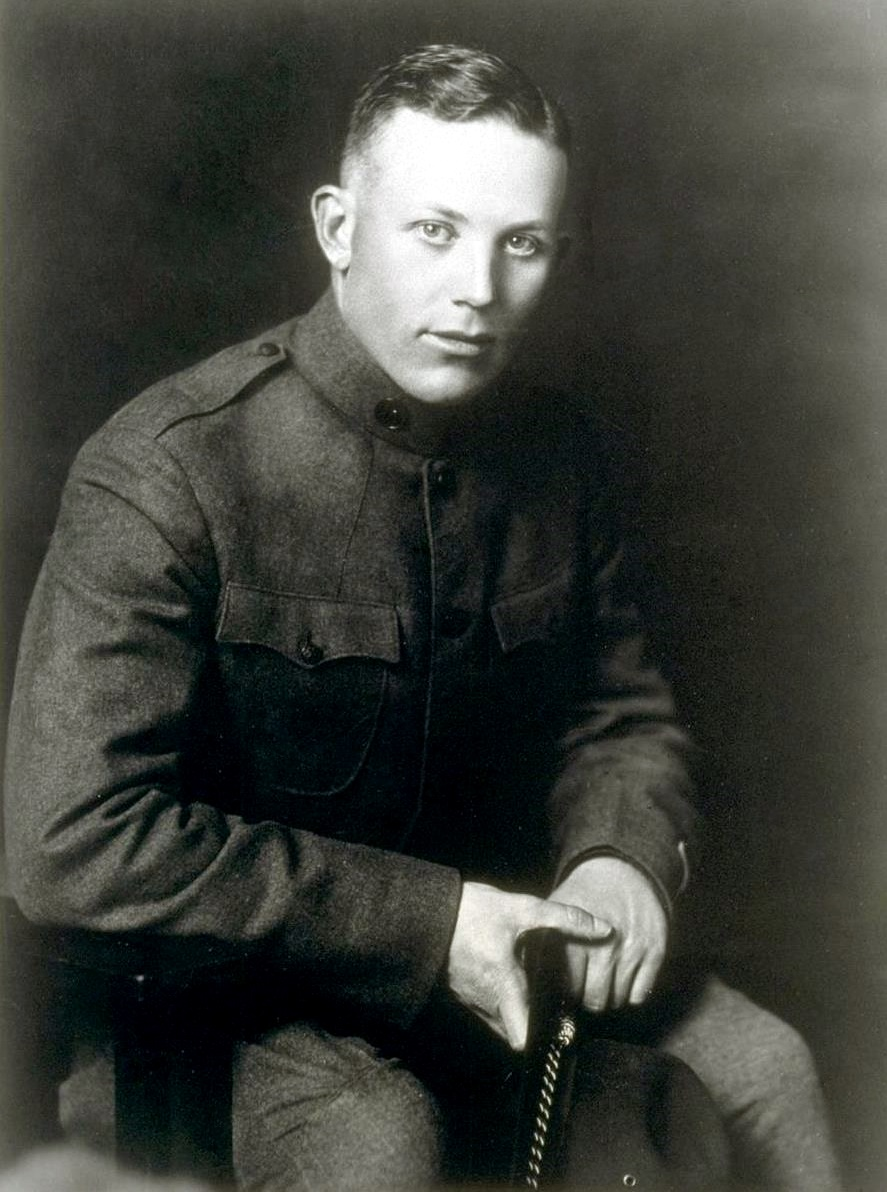
미국 육군 사관 시절의 워런 (1918년)

캘리포니아주 로스앤젤레스에서 태어난 워런은 영향력 있는 정치인과 미국 대법원의 대법원장이 되는 꿈을 가졌다. 자신의 부친이 서던퍼시픽 철도에 의하여 고용되면서 그는 노르웨이 이민자들의 근로자 계급 가정에서 왔다. 베이커즈필드에서 자라온 워런은 타운의 공립 학교에서 잘 하였다. 그 후 캘리포니아 대학교 버클리로 진학하여 학부와 로스쿨을 마쳤다.
1914년 워런은 캘리포니아주 법정으로 수용되었다. 제1차 세계 대전이 일어난 동안 그는 미국 육군에 복무하여 중위 계급으로 올라갔다. 1918년 제대 후에 그는 자신을 공익에 전념하여 앨러미다군을 위하여 지방 검사로서 일하였다.

## 지도적인 캘리포니아주의 정치인

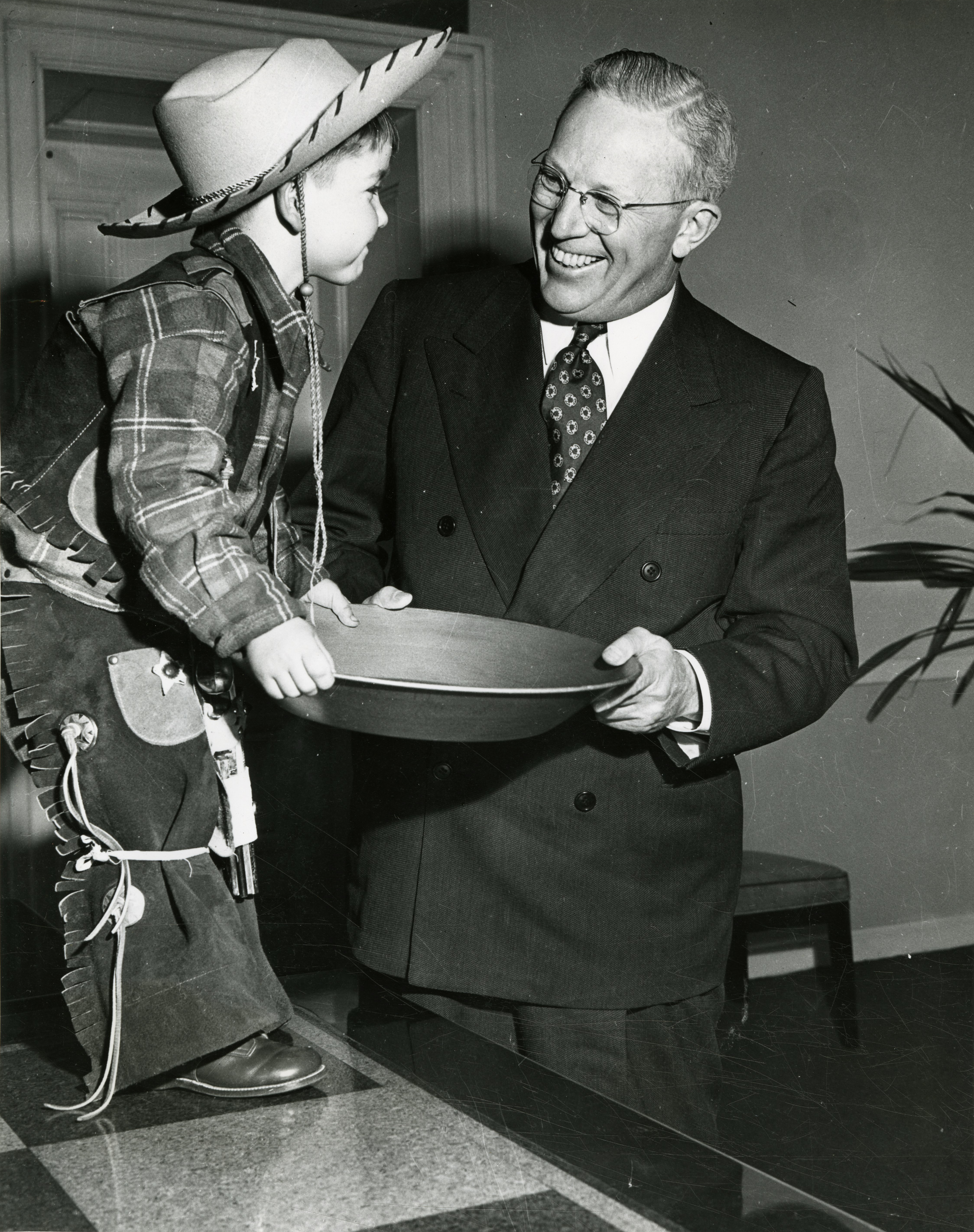
캘리포니아주지사 시절 캘리포니아 100 주년 (1948년 ~ 50년) 기념의 일부로서 어린이 "금광부"와 함께

1925년 워런은 군의 지방 검사로 선출되어 이후에 자신이 제2차 세계 대전 동안 캘리포니아주에서 일본계 미국인들의 구금을 위하여 주창했을 때 논쟁적 세월을 만들었다. 그는 보고적으로 100,000 명 이상의 일본계 주민들을 그들의 집과 이웃들로부터 빼내어 수용소에 놓은 계획을 짜는 도움을 준 것에 후회하였다고 한다.
전쟁이 지속되면서 워런은 캘리포니아주의 상승하는 정치 스타들 중의 하나가 되었다. 그는 1942년 주지사 선거를 이겨 재정보수주의와 사회적 진보 둘다에 숙고된 조망과 함께 3개의 기간 동안 주지사직을 보유하였다. 그는 세금을 줄이고 주를 위한 비상 자금을 창조하였으며 고등 교육에 지방 지출과 노인들을 위한 보호를 늘였다.
1948년 워런은 해리 S. 트루먼에 의하여 대통령직을 패한 토머스 E. 듀이의 러닝메이트이자 공화당 부통령 후보로서 국가 정치로 옮겨 들어갔다.

## 미국의 대법관

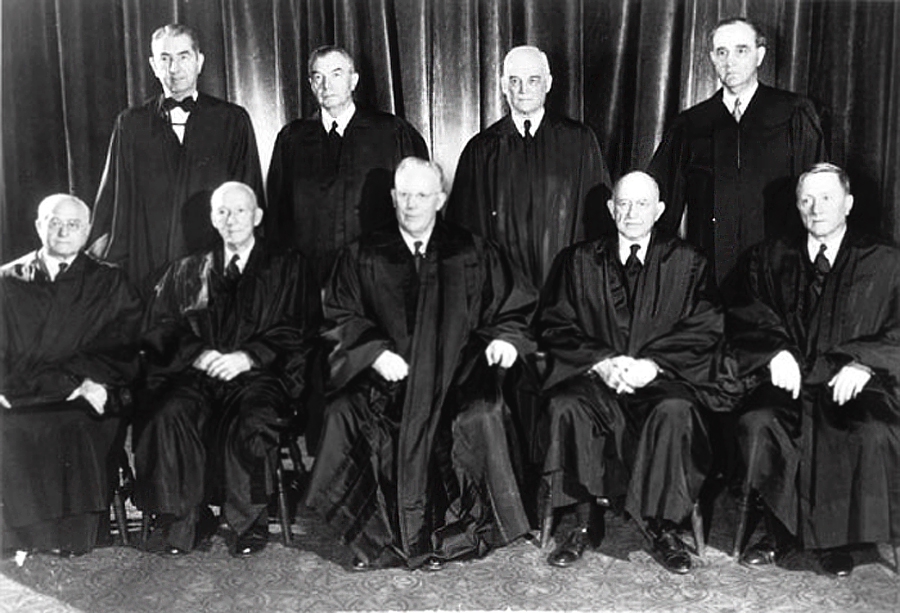
워런 법정 (1953년 ~ 1969년)

캘리포니아주지사로서 워런의 3번째 기간 동안 1953년 보통 보수적인 드와이트 D. 아이젠하워 대통령은 워런을 미국 대법원의 대법관의 후보로 지명하여 "그는 내가 대법원에 우리가 필요한 일종의 정치적, 경제적과 사회적 생각을 대표한다."고 진술하였다. 워런은 빠르게 입법의 찬성을 얻어 프레드 빈슨의 뒤를 이어 대법관이 되었다. 다음 몇년의 세월에 워런은 미국 대법원의 역할을 변형시킨 자유 결정의 일련에서 대법원을 지도하였다. 워런은 당시 시간들과 함께 헌법이 해석되어야 한다고 믿은 것에 사법적극주의자로 숙고되었다. 아이젠하워은 후에 그의 임명이 "자신이 여태까지 만든 가장 큰 저주받은 바보같은 실수"였다고 평하였다. 대법관으로서 워런은 동등한 보호, 법률 집행과 대표 임명의 분야들에서 급진적 변화들을 선봉하였다.
워런은 1954년 브라운 대 교육위원회에서 대법원의 결정과 함께 학교 분리를 끝내는 도움을 주었다. 미국 헌법 수정 제14조는 명확하게 격리와 분리의 교리를 허용하지 않았으나 평등은 1896년 플레시 대 퍼거슨 사건에서 헌법으로 간주되었다. 하지만 플레시 결정은 교육이 아닌 교통에 속하였댜. 자신의 서면 의견에서 워런은 "학교 교육의 분야에서 "분리되어 있지만 평등함"의 교리는 없다. 분리된 교육 시설들은 본질적으로 동등하지 않다."고 진술하였다.
자신의 재직 동안 워런 법정은 형사 사법 절차의 분야에서 지진 변화를 일으켰다. 1961년에 시작된 매프 대 오하이오 사건이 법원에서 허용될 수 있던 불법 검색을 통하여 신뢰할 수 있는 증거가 획득될 수 있는지를 의문하였다. 1914년 미국 대법원은 연방 법원에서 이용될 수 없던 증거인 위크스 대 미국 사건이 불법으로 획득되었다고 판결하였다. 1961년 워런 법정은 불법으로 획득된 증거는 미국 헌법 수정 제14조의 적법절차의 이유로 주립 법원들에서 허용되지 않았다. 그 후의 법원 판결은 이 판결로 어떤 예외들을 두었으나 그 주요 의도는 유효하다.
1966년 워런 법정은 미란다 원칙의 사건에서 형사 사법 절차에 또다른 논란의 여지가 있는 판결을 만들었다. 긴밀한 5 대 4의 결정에서 법정은 용의자가 묵비권이 알려져야 하고, 체포 당시에 변호사가 있거나 체포와 획득된 전부의 증거가 법원에서 허용될 수 없다고 판결을 내렸다.
워런이 대법관이었던 동안 법정은 또한 입법 지구들의 임명을 통하여 주 후원의 차별과 다루기도 하였다. 10년의 세월 동안 앨라배마주는 주의 입법 지구들에서 배분 대표에 1900년의 인구 조사를 이용하였다. 그 이래 인구는 시골에서 도시 지역들로 옮겨졌다. 주가 낡은 인구 조사를 이용했기 때문에 도시 지역들에서 거대한 인구 (주로 아프리카계 미국인과 다른 소수 민족들)는 불균형하게 표현되었다. 1964년의 레이놀즈 대 심스 사건에서 법정은 앨라배마가 현재 인구 수치에 기초를 둔 주의 입법 지구들을 재분배 했어야 한다고 판결을 내렸다.

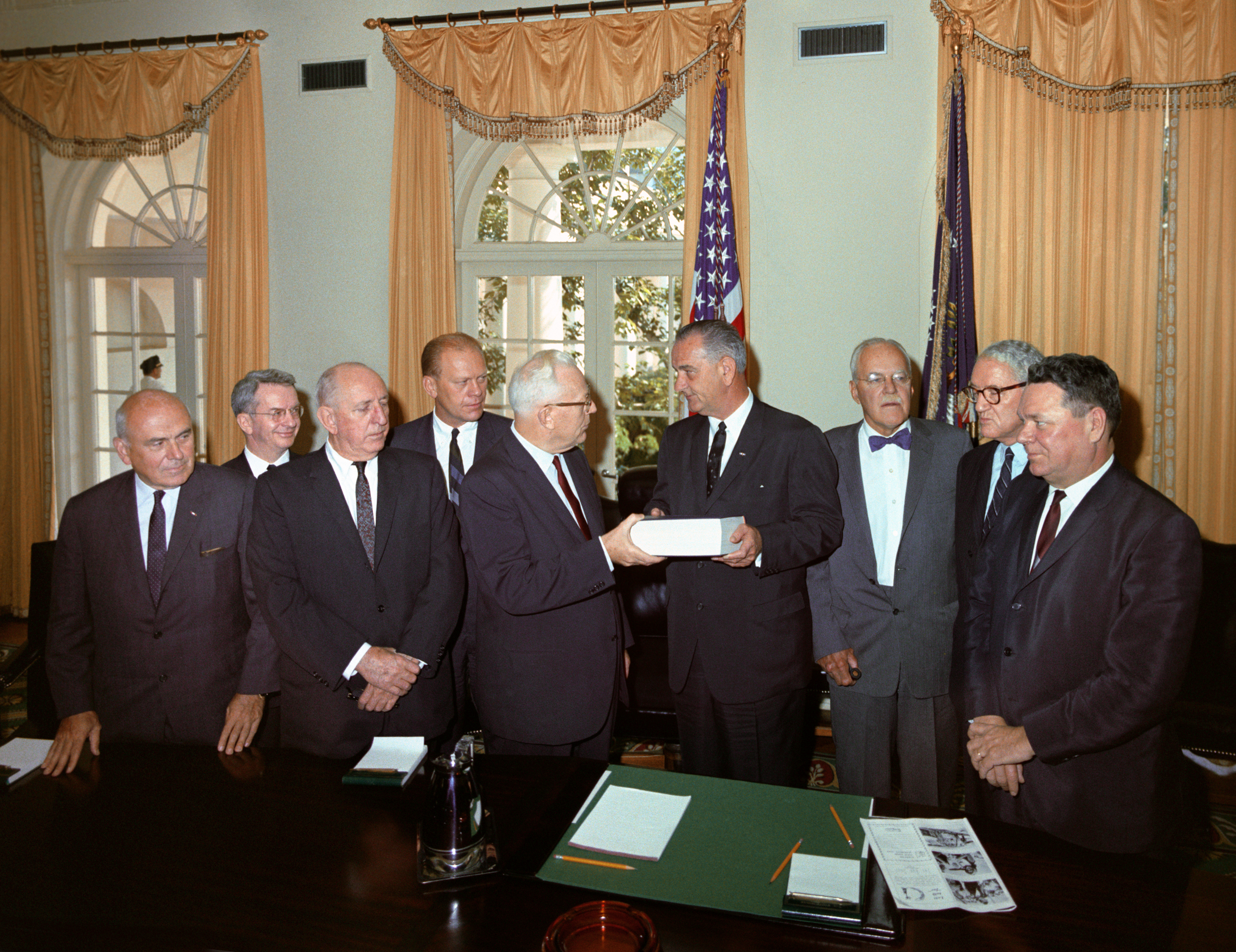
존슨 대통령에게 케네디 암살 사건에 관한 보고를 넘기는 워런 (1964년 9월 24일)

평범한 사람들의 삶에 영향을 미치는 그 더많은 개인적 경우들의 하나에서 워런 법정은 1967년 러빙 대 버지니아 사건에서 인종간 결혼을 금지한 반종독법을 취하였다. 밀드레드와 리처드 러빙은 버지니아주에서 결혼하였으나 곧 인종간 결혼에 법률을 위반한 것으로 유죄 선고를 받았다. 그들은 몇년간 워싱턴 D. C.에서 살러 달아났으나 그러고나서 버지니아주로 돌아왔다. 러빙 부부는 체포되어 유죄 판결을 받고 징역 1년을 선고 받았다. 민권 운동을 위하여 존슨 행정부에 의하여 영감을 받은 밀드레드 러빙은 부부에게 미국 자유 인권 연합으로 연락하는 것을 조언한 당시 법무 장관 로버트 케네디에게 편지를 썼다. 그 2명의 변호사들은 대법원에서 러빙을 대표하였다. 만장일치의 결정에서 법정은 반종독법은 미국 헌법 수정 제14조의 평등보호조항 아래 비헌법적이라고 판결을 내렸다.

### 존 F. 케네디 암살 사건으로 문의
대법원에 자신의 업적에 추가로 워런은 또한 존 F. 케네디 대통령의 암살 사건으로 1963년 ~ 1964년 조사를 시작하였다. 그는 워런 위원회로 알려지게 된 이 조사 위원회에 지내는 데 존슨 대통령에 의하여 의문되었다. 관련 보고서에서 조사원들은 케네디가 고독한 총잡이 리 하비 오스월드에 의하여 살해되었다고 단언하였다. 그들은 더욱 큰 음모에 오스월드의 연루에 관한 증거를 찾지 않았다.

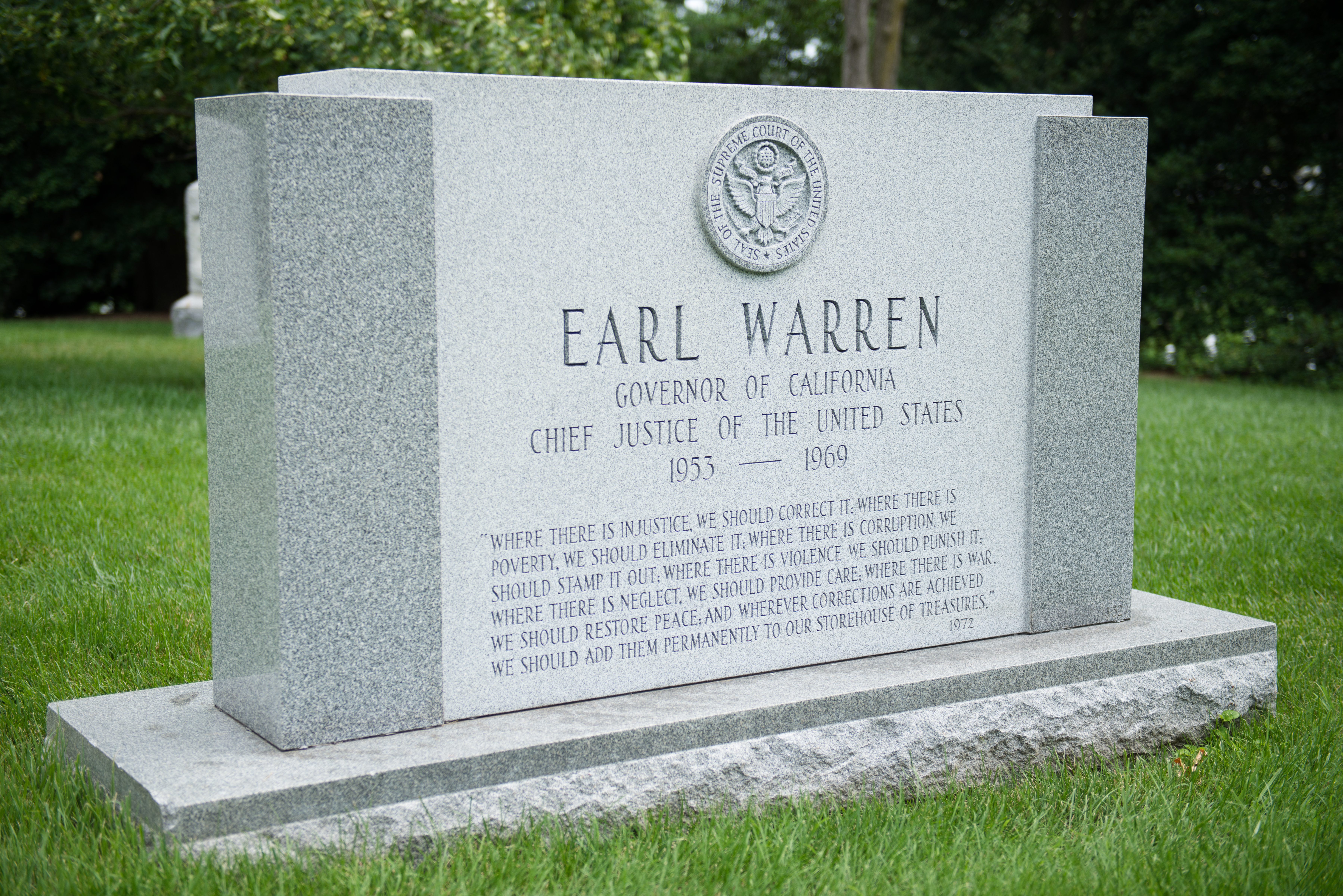
알링턴 국립묘지에 있는 워런의 묘비

## 사망
판사석에 16년의 세월 후에 워런은 1969년 대법원으로부터 퇴직하였다. 자신의 최종 세월에 심장 문제의 일련을 겪은 후, 1974년 7월 9일 워싱턴 D. C.에서 83세의 나이에 심근 경색으로 사망하였다. 그는 알링턴 국립묘지에 안장되었다. 뉴욕 타임스가 "역사가 쓰여질 때 그는 여태까지 국가가 축복을 한 거대한 대법관들 중의 하나로서 내려갈 것이다."라고 말하면서 그의 동료 서굿 마셜이 워런에 관한 자신의 생각들을 나누었다.

## 역대 선거 결과
| 선거명      | 직책명            | 대수 | 정당   | 득표율 | 득표수 (선거인단)    | 결과 | 당락                   |
| ----------- | ----------------- | ---- | ------ | ------ | -------------------- | ---- | ---------------------- |
| 1942년 선거 | 캘리포니아 주지사 | 30대 | 공화당 | 57.07% | 1,275,237표          | 1위  | 캘리포니아 주지사 당선 |
| 1946년 선거 | 캘리포니아 주지사 | 30대 | 공화당 | 91.64% | 2,344,542표          | 1위  | 캘리포니아 주지사 당선 |
| 1948년 선거 | 미국의 부통령     | 35대 | 공화당 | 45.07% | 21,991,291표 (189명) | 2위  | 낙선                   |
| 1950년 선거 | 캘리포니아 주지사 | 30대 | 공화당 | 64.86% | 2,461,754표          | 1위  | 캘리포니아 주지사 당선 |

## 같이 보기
- 브라운 대 교육위원회
- 미란다 원칙